# Cinnamomum puberulum
Cinnamomum puberulum är en lagerväxtart som beskrevs av Henry Nicholas Ridley. Cinnamomum puberulum ingår i släktet Cinnamomum och familjen lagerväxter. Inga underarter finns listade i Catalogue of Life.